# Lekanesphaera monodi
Lekanesphaera monodi là một loài chân đều trong họ Sphaeromatidae. Loài này được Arcangeli miêu tả khoa học năm 1934.